# Norm Maracle
Norman V. Maracle (né le 2 octobre 1974 à Belleville, dans la province de l'Ontario au Canada) est un joueur professionnel retraité de hockey sur glace évoluant à la position de gardien de but.

## Carrière
Après deux saisons passé avec les Blades de Saskatoon, club de la Ligue de hockey de l'Ouest, Norm Maracle se voit être réclamé en cinquième ronde par les Red Wings de Détroit lors du repêchage d'entrée de 1993 de la Ligue nationale de hockey. Il retourne néanmoins avec les Blades pour une dernière saison où il décroche le titre de gardien par excellence de la Ligue canadienne de hockey.
Devenant joueur professionnel en 1994, il rejoint alors le club affilié aux Red Wings dans la Ligue américaine de hockey, les Red Wings de l'Adirondack. Il obtient très rapidement le poste de gardien numéro un avec ceux-ci, poste qu'il occupe durant trois saisons avant de rejoindre le grand club en 1997. Il partage les deux saisons suivantes entre Détroit et sa filiale avant d'être réclamé à l'été 1999 par les Thrashers d'Atlanta lors de leur repêchage d'expansion. Il reste en LNH durant toute la saison suivante, prenant part à 32 rencontres.
Avec l'émergence de Milan Hnilicka en 200-2001, Maracle évolue durant la majorité de cette saison avec le club-école des Thrashers dans la ligue internationale de hockey, les Solar Bears d'Orlando. Il remporte avec ces derniers la toute dernière Coupe Turner remis au champion des séries éliminatoires. 
La LIH ayant cessé ses activités au terme de ce championnat, tout comme les Solar Bears. Maracle se joint à la nouvelle affiliation des Thrashers en LAH, les Wolves de Chicago. Il reste à titre de gardien partant avec ceux-ci durant les deux saisons suivantes avant de signer un contrat à l'été 2003 avec le Metallourg Magnitogorsk de la Superliga en Russie.
Il n'évolue avec eux que pour une saison avant de rejoindre l'Avangard Omsk pour trois saisons. Il quitte la Superliga à l'été 2007, acceptant un contrat de deux saisons avec les Iserlohn Roosters de la DEL en Allemagne. Au terme de ce contrat, il partage la saison 2009-10 entre Kölner Haie de la DEL et le HDD ZM Olimpija de la ÖEL en Autriche.
À la suite de cette saison, il rejoint les Starbulls Rosenheim de la 2. Bundesliga et s'aligne avec ceux-ci pour deux saisons avant de se retirer de la compétition à l'été 2012.

### Statistiques
| Saison     | Équipe                    | Ligue         |    | Saison régulière | Saison régulière | Saison régulière | Saison régulière | Saison régulière | Saison régulière | Saison régulière | Saison régulière | Saison régulière | Saison régulière |    | Séries éliminatoires | Séries éliminatoires | Séries éliminatoires | Séries éliminatoires | Séries éliminatoires | Séries éliminatoires | Séries éliminatoires | Séries éliminatoires | Séries éliminatoires |
| Saison     | Équipe                    | Ligue         | PJ | V                | D                | Pr/N             | Min              | BC               | Moy              | % Arr            | Bl               | Pun              | PJ               | V  | D                    | Min                  | BC                   | Moy                  | % Arr                | Bl                   | Pun                  |                      |                      |
| 1991-1992  | Blades de Saskatoon       | LHOu          | 29 | 13               | 6                | 3                | 1 529            | 87               | 3,41             | --               | 1                | 4                | 15               | 9  | 5                    | 860                  | 37                   | 3,38                 | --                   | 0                    | 0                    |                      |                      |
| 1992-1993  | Blades de Saskatoon       | LHOu          | 53 | 27               | 18               | 3                | 2 939            | 160              | 3,27             | --               | 1                | 4                | 9                | 4  | 5                    | 569                  | 33                   | 3,48                 | --                   | 0                    | 0                    |                      |                      |
| 1993-1994  | Blades de Saskatoon       | LHOu          | 56 | 41               | 13               | 1                | 3 219            | 148              | 2,76             | --               | 2                | 4                | 16               | 11 | 5                    | 940                  | 48                   | 3,06                 | --                   | 1                    | 0                    |                      |                      |
| 1994-1995  | Red Wings de l'Adirondack | LAH           | 39 | 12               | 15               | 2                | 1 997            | 119              | 3,57             | 89,6 %           | 0                | 4                |                  |    |                      |                      |                      |                      |                      |                      |                      |                      |                      |
| 1995-1996  | Red Wings de l'Adirondack | LAH           | 54 | 24               | 18               | 6                | 2 949            | 135              | 2,75             | 90,5 %           | 2                | 4                | 1                | 0  | 1                    | 30                   | 4                    | 8,11                 | --                   | 0                    | 0                    |                      |                      |
| 1996-1997  | Red Wings de l'Adirondack | LAH           | 68 | 34               | 22               | 9                | 3 843            | 173              | 2,70             | 91,6 %           | 5                | 4                | 4                | 1  | 3                    | 192                  | 10                   | 3,13                 | --                   | 1                    | 0                    |                      |                      |
| 1997-1998  | Red Wings de Détroit      | LNH           | 4  | 2                | 0                | 1                | 178              | 6                | 2,02             | 90,5 %           | 0                | 0                |                  |    |                      |                      |                      |                      |                      |                      |                      |                      |                      |
| 1997-1998  | Red Wings de l'Adirondack | LAH           | 66 | 27               | 29               | 8                | 3 709            | 190              | 3,07             | 91,2 %           | 1                | 4                | 3                | 0  | 3                    | 180                  | 10                   | 3,33                 | --                   | 0                    | 0                    |                      |                      |
| 1995-1996  | Red Wings de Détroit      | LNH           | 16 | 6                | 5                | 2                | 821              | 31               | 2,27             | 91,8 %           | 0                | 0                | 2                | 0  | 0                    | 58                   | 3                    | 3,08                 | 86,4 %               | 0                    | 0                    |                      |                      |
| 1998-1999  | Red Wings de l'Adirondack | LAH           | 6  | 3                | 3                | 0                | 359              | 18               | 3,01             | --               | 0                | 0                |                  |    |                      |                      |                      |                      |                      |                      |                      |                      |                      |
| 1999-2000  | Thrashers d'Atlanta       | LNH           | 32 | 4                | 19               | 2                | 1 618            | 94               | 3,49             | 89,0 %           | 1                | 0                |                  |    |                      |                      |                      |                      |                      |                      |                      |                      |                      |
| 2000-2001  | Thrashers d'Atlanta       | LNH           | 13 | 2                | 8                | 3                | 753              | 43               | 3,43             | 89,4 %           | 0                | 0                |                  |    |                      |                      |                      |                      |                      |                      |                      |                      |                      |
| 2000-2001  | Solar Bears d'Orlando     | LIH           | 51 | 33               | 13               | 3                | 2 963            | 100              | 2,02             | 92,5 %           | 8                | 0                | 16               | 12 | 4                    | 1 003                | 37                   | 2,21                 | 92,0 %               | 1                    | 0                    |                      |                      |
| 2001-2002  | Thrashers d'Atlanta       | LNH           | 1  | 0                | 1                | 0                | 60               | 3                | 3,00             | 85,0 %           | 0                | 0                |                  |    |                      |                      |                      |                      |                      |                      |                      |                      |                      |
| 2001-2002  | Wolves de Chicago         | LAH           | 51 | 21               | 25               | 4                | 2 919            | 141              | 2,90             | 90,6 %           | 3                | 9                | 2                | 0  | 1                    | 55                   | 4                    | 4,36                 | 81,8 %               | 0                    | 0                    |                      |                      |
| 2002-2003  | Wolves de Chicago         | LAH           | 49 | 22               | 18               | 6                | 2 795            | 134              | 2,88             | 90,6 %           | 2                | 2                | 8                | 3  | 4                    | 462                  | 17                   | 2,21                 | 91,5 %               | 1                    | 0                    |                      |                      |
| 2003-2004  | Metallourg Magnitogorsk   | Superliga     | 46 |                  |                  |                  | 2 457            | 82               | 2,05             | 92,5 %           | 8                | 2                | 14               |    |                      | 857                  | 22                   | 1,54                 | --                   | 2                    | 0                    |                      |                      |
| 2004-2005  | Avangard Omsk             | Superliga     | 28 |                  |                  |                  | 1 585            | 62               | 2,35             | --               | 0                | 2                | 10               |    |                      | 568                  | 30                   | 3,17                 | --                   | 0                    | 0                    |                      |                      |
| 2005-2006  | Avangard Omsk             | Superliga     | 44 |                  |                  |                  | 2 565            | 91               | 2,13             | 90,9 %           | 5                | 2                | 13               |    |                      | 795                  | 24                   | 1,81                 | --                   | 2                    | 0                    |                      |                      |
| 2006-2007  | Avangard Omsk             | Superliga     | 12 |                  |                  |                  | 670              | 25               | 2,24             | --               | 2                | 0                | 5                |    |                      | 269                  | 9                    | 2,01                 | --                   | 1                    | 0                    |                      |                      |
| 2007-2008  | Iserlohn Roosters         | DEL           | 50 | 32               | 17               | 0                | 2 927            | 155              | 3,18             | 91,1 %           | 4                | 4                | 7                | 3  | 4                    |                      | 21                   | 2,68                 | --                   | 0                    | 0                    |                      |                      |
| 2008-2009  | Iserlohn Roosters         | DEL           | 33 | 13               | 18               | 0                | 1 853            | 106              | 3,43             | 89,9 %           | 0                | 2                |                  |    |                      |                      |                      |                      |                      |                      |                      |                      |                      |
| 2009-2010  | HDD Olimpija Ljubljana    | ÖEL           | 25 |                  |                  |                  |                  |                  | 3,58             | 90.1 %           |                  |                  |                  |    |                      |                      |                      |                      |                      |                      |                      |                      |                      |
| 2009-2010  | Kölner Haie               | DEL           | 5  | 0                | 3                | 0                | 260              | 14               | 3,22             | 90,1 %           | 0                | 0                | 3                | 1  | 2                    | 187                  | 9                    | 2,88                 | 92.9 %               | 0                    | 0                    |                      |                      |
| 2010-2011  | Starbulls Rosenheim       | 2. Bundesliga | 44 | 24               | 19               | 0                | 2 626            | 110              | 2,51             | --               | 0                | 27               | 11               |    |                      |                      |                      | 2,47                 |                      |                      | 0                    |                      |                      |
| 2011-2012  | Starbulls Rosenheim       | 2. Bundesliga | 45 | 23               | 21               | 0                | 2 604            | 111              | 2,56             | --               | 3                | 0                | 18               |    |                      |                      |                      | 2,72                 |                      |                      |                      |                      |                      |
| Totaux LNH | Totaux LNH                | Totaux LNH    | 66 | 14               | 33               | 9                | 3 430            | 177              | 3,10             | 89,7 %           | 1                |                  | 2                | 0  | 0                    | 58                   | 3                    | 3,08                 | 86,4 %               | 0                    | 0                    |                      |                      |

## Honneur et Trophée
- Ligue de hockey de l'Ouest
  - Nommé dans la première équipe d'étoiles de la division est en 1994.
  - Nommé dans la deuxième équipe d'étoiles de la division est en 1993.
  - Nommé le gardien de l'année en 1994.
- Ligue canadienne de hockey
  - Nommé dans la première équipe d'étoiles en 1994.
  - Nommé le gardien de l'année en 1994.
- Ligue américaine de hockey
  - Nommé dans la deuxième équipe d'étoiles en 1997 et en 1998.
- Ligue internationale de hockey
  - Vainqueur de la Coupe Turner avec les Solar Bears d'Orlando en 2001.
  - Nommé dans la première équipe d'étoiles en 2001.
  - Vainqueur du trophée James-Norris remis aux gardiens de l'équipe ayant accordé le moins de buts en 2001 (trophée partagé avec Scott Fankhouser).
  - Vainqueur du trophée James-Gatschene remis au joueur par excellence de la ligue en 2001.
  - Vainqueur du trophée N.-R.-« Bud »-Poile remis au joueur par excellence des séries éliminatoires en 2001.

## Transactions en carrière
- Repêchage 1993 : réclamé par les Red Wings de Détroit (5e choix de l'équipe, 126e au total).
- 25 juin 1999 : réclamé par les Thrashers d'Atlanta lors de leur repêchage d'expansion.
- 8 juin 2003 : signe à titre d'agent libre avec le Metallourg Magnitogorsk de la Superliga en Russie.
- 8 juin 2003 : signe à titre d'agent libre avec le Avangard Omsk.
- 28 novembre 2007 : signe à titre d'agent libre avec le Iserlohn Roosters de la DEL en Allemagne.
- 1er août 2009 : signe à titre d'agent libre avec le HDD Olimpija Ljubljana de la ÖEL en Autriche.
- 4 janvier 2010 : signe à titre d'agent libre avec Kölner Haie.
- 21 juillet 2010 : signe à titre d'agent libre avec le Starbulls Rosenheim de la 2. Bundesliga.
- 25 mai 2012 : annonce son retrait de la compétition.